# Бенони Бреки Андрьессон
Бенони Бреки Андрессон (исл. Benoný Breki Andrésson; родился 3 августа 2005) — исландский футболист, нападающий английского клуба «Стокпорт Каунти» и сборной Исландии до 21 года.

## Клубная карьера
Воспитанник футбольной академии исландского клуба «Брейдаблик». В 2021 году присоединился к футбольной академии итальянского клуба «Болонья», однако два года спустя вернулся в Исландию, став игроком «Рейкьявика». В 2023 году забил девять голов в чемпионате. В 2024 году стал лучшим бомбардиром высшего дивизиона чемпионата Исландии, забив 21 гол (рекорд лиги).
1 января 2025 года перешёл в английский клуб «Стокпорт Каунти». 12 января 2025 года дебютировал за клуб в матче Кубка Англии против «Кристал Пэласа».

## Карьера в сборной
Выступал за сборные Исландии до 17, до 19 лет и до 21 года.